# زيرراه (مقاطعة دشتستان)
زيرراه (بالفارسية: زیرراه) هي قرية تقع في إيران في قسم زيرراه الريفي. يقدر عدد سكانها بـ 93 نسمة بحسب إحصاء 2016.